# Mikuláš Popovič (hudební pedagog)
Mikuláš Popovič (19. března 1936 Berehovo, Podkarpatská Rus – 17. březen 2006 Hospic sv. Štěpána, Litoměřice) byl český hudební pedagog a sbormistr.

## Život
Vystudoval Vyšší pedagogickou školu v Ústí nad Labem obor matematika a fyzika. Později Filozofickou fakultu Univerzity Palackého v Olomoucí obor hudební výchovu zaměřenou na klavír a sólový zpěva dále působil v Pedagogickém institutu v Ústí nad Labem. Jako sbormistr vedl zvláště: Dětský a mládežnický sbor Jizerka Semily, ve kterém působil 30 let. Dále pak vedl Pěvecký sbor litoměřický učitelů, SPS Ústí nad Labem, Krušnohorský PS Teplice a Mužský vojenský sbor Prešov. S ostatními sbory se účastnil v ústředních kolech domácích sborových soutěží a jako umělecký poradce se sborem Jizerka získal 1. cenu cum laude v Neerpelt, stříbrné pásmo v Aténách a stříbrné pásmo, Sligo – 1. a 2. místo ve Vatikánu.

## Dílo
- 1975 Harmonický materiál k doprovodu lidové písně
- 1979 Vybrané kapitoly z dídaktiky hudební výchovy
- 1988 K pojetí improvizace klavírního doprovodu lidové písně na pedagogických fakultách
- 1991 KODEJŠKA, Miloš., POPOVIČ, Mikuláš. Hudební výchova dětí předškolního věku. III., Doprovody písní pro děti předškolního věku
- 1992 Některé otázky hudební nauky
- 1993 ŠIMKOVÁ, Kateřina., POPOVIČ, Mikuláš. K problematice doprovodu lidové písně
- 1994 Teoretické aspekty klavírní improvizace
- 1998 Modulace
- 1999 Závěry v hudbě – harmonizace, stavba stupnic
- 2001 Algoritmy v hudební nauce a harmonii
- 2003 Hudební nauka
- 2005 Sestupné sekvence v lidových písních z hlediska harmonického

aj.